# سمكة صخرية مرجانية
تُوجد السمكة الصخرية (بالإنجليزية: Reef stonefish)‏ في البحر الأحمر والخليج العربي  وفي الحيد المرجاني العظيم و المحيطين الهادئ والهندي، وهي من أكثر الأسماك البحرية سمية ، وتُسمى الوحر في منطقة الخليج، وأبو اللبن في الأردن، وفريال في سلطنة عمان.

## الوصف
لون السمكة الصخرية في الغالب رمادي أو بني، ولكنها قد تمتلك رقعاً صفراء أو حمراء أو برتقالية اللون، وللسمكة فم كبير مزود بأسنان صغيرة، وبجسمها 18 شوكة قصيرة الطول غليظة القوام (13 شوكة ظهرية و3 أشواك شرجية وشوكتان حوضية) ، وقد يبلغ طولها حوالي 40 سم.

## السم
سم السمكة الصخرية يُؤثر على القلب والجهاز العصبي ، ويؤدي انغراز أشواكها إلى تخدر العضو المصاب، ويتبع ذلك ارتفاع في درجة الحرارة وغثيان، وقد تؤدي الإصابة إلى الإغماء والوفاة في بعض الأحيان.
تم تطوير مضاد لسم السمكة الصخرية في عام 1959م مما قلل احتمالات الوفاة عند التعرض للسم.